# Formigine
Formigine – miejscowość i gmina we Włoszech, w regionie Emilia-Romania, w prowincji Modena.
Według danych na rok 2023 gminę zamieszkiwało 34 406 osób, 740 os./km².